# Acetabulastoma californica
Acetabulastoma californica is een mosselkreeftjessoort uit de familie van de Paradoxostomatidae. De wetenschappelijke naam van de soort is voor het eerst geldig gepubliceerd in 1972 door Watling.